# 絶滅危惧種法
絶滅危惧種法（ぜつめつきぐしゅほう、Species at Risk Act）とは、2002年に制定されたカナダの法律。絶滅危惧種の保護を目的に策定された。
アメリカ合衆国の同趣旨の法律 "Endangered Species Act"については、「絶滅の危機に瀕する種の保存に関する法律」を参照のこと。
同趣旨の日本の法律については絶滅のおそれのある野生動植物の種の保存に関する法律を参照のこと。